# Homalocoris maculicollis
Homalocoris maculicollis är en insektsart som beskrevs av Carl Stål 1872. Homalocoris maculicollis ingår i släktet Homalocoris och familjen rovskinnbaggar. Inga underarter finns listade i Catalogue of Life.